# Thunder Glacier (glaciär i Antarktis)
Thunder Glacier är en glaciär i Antarktis. Den ligger i Västantarktis. Argentina, Chile och Storbritannien gör anspråk på området. Thunder Glacier ligger 495 meter över havet.
Terrängen runt Thunder Glacier är kuperad åt nordost, men åt sydväst är den bergig. Havet är nära Thunder Glacier åt sydost. Trakten är obefolkad. Det finns inga samhällen i närheten. 